# Tomasz Kos
Tomasz Kos (* 4. April 1974 in Koło, Polen) ist ein ehemaliger polnischer Fußballspieler.

## Karriere
Kos spielte für Olimpia Koło und Sokół Pniewy, bevor er 1996 zu Łódzki KS wechselte. 1998 gewann er mit Łódz die polnische Meisterschaft und wechselte dann nach Deutschland zum FC Gütersloh, wo er 14-mal (ein Tor) in der 2. Bundesliga spielte. 1999 wechselte er zum 1. FC Nürnberg, für den er 49-mal in der 2. sowie 53-mal in der 1. Bundesliga auflief. In seiner letzten Saison bei Nürnberg hatte Kos lediglich einen Einsatz.
2004 wechselte er zum FC Erzgebirge Aue. Dort war er von Anfang an Stammspieler und entwickelte sich dauerhaft zu einer Stütze des Vereins. Seine ersten beiden Jahre waren die bis dahin erfolgreichsten in der Vereinsgeschichte der Ostdeutschen nach der Wiedervereinigung: Zweimal wurde Platz 7 erreicht. Kos spielte dabei als rechter Verteidiger oder Innenverteidiger. In den nächsten beiden Spielzeiten konnte die Mannschaft die vorherigen Leistungen nicht halten und nach der Saison 2007/08 verpasste man als 16. der Tabelle den Klassenerhalt. Nach dem Abstieg des FC Erzgebirge in die 3. Liga war Kos einer der wenigen Spieler, der seinen auslaufenden Vertrag verlängerte. Nachdem er vorher bereits im Mannschaftsrat gewesen war, wurde er Nachfolger von Jörg Emmerich als Mannschaftskapitän. In dieser Funktion führte er den Verein durch zwei Jahre Neuaufbau. Nach dem Wiederaufstieg zur Saison 2010/11 verlängerte Kos seinen Vertrag beim FC Erzgebirge Aue noch einmal um ein weiteres Jahr bis 2011. Nachdem er aber verletzungsbedingt nur knapp die Hälfte der Saisonspiele bestreiten konnte, beendete er nach Saisonende im Alter von 37 Jahren seine Profikarriere.
Kos bestritt drei Länderspiele für Polen (2000–2002).

## Erfolge
- Aufstieg in die 1. Bundesliga 2001 mit dem 1. FC Nürnberg
- Aufstieg in die 2. Bundesliga 2010 mit Erzgebirge Aue